# 瓊·弗萊威特
瓊·弗萊威特（英語：June Flewett，1927年6月22日—），婚後常被稱為吉兒·佛洛依德（Jill Freud），是英國戲劇女演員，克萊門特·佛洛伊德之妻。作家C·S·路易斯與她熟識，《納尼亞傳奇》角色露西·佩文西即是以她為原型創作的。

## 生平
瓊·弗萊威特早年與家人住在倫敦西南部的巴恩斯，有一個姐姐和一個妹妹，她自小即是虔誠的天主教徒。
1939年，正值第二次世界大戰爆發之時，16歲的弗萊威特與其餘成千上萬的兒童一樣向鄉間撤離，她與其他幾名小孩住進了牛津郡的窯屋，與路易斯、他弟弟華倫還有莫爾太太等人住在一起有兩年之久。路易斯在給佩尼洛普修女的信中形容弗萊威特是「完全聖潔的小姑娘」，另外也曾對弗萊威特的父母說「她是我認識的人中最無私的」。而弗萊威特在晚年時亦表示路易斯對她影響極大。
1944年，弗萊威特離開窯屋，前往倫敦皇家戲劇藝術學院就讀。後來她成為一名戲劇女演員，1950年與克萊門特·佛洛伊德結婚，他們共育有五名孩子，其中一名是領養的。1980年，弗萊威特組建了自己的劇院公司。
弗萊威特一直不知道自己就是露西角色的原型，直到後來道格拉斯·葛瑞罕告訴她為止。但她依舊保持低調，說：「我確信孩子們不會想知道這位老太太就是露西」。

## 外部連結
- 瓊·弗萊威特在互联网电影资料库（IMDb）上的資料（英文）